# 施敏 (化学家)
施敏（1963年1月—），上海人，华东理工大学化学与分子工程学院教授，中国科学院上海有机化学研究所金属有机化学国家重点实验室研究员，从事化学领域研究，中国教育部第六批“长江学者”特聘教授，曾取得礼来科研成就奖等奖项。

## 生平
1984年取得华东理工大学精细化学系学士学位，1988年取得岐阜大学工业化学系硕士学位。1991年取得大阪大学工学部博士学位。
20世纪90年代，曾先后在奧克拉荷馬大學、日本科学技术振兴事业团从事博士后研究；2003年担任华东理工大学教授。